# Питер Квилл (киновселенная Marvel)
Пи́тер Дже́йсон Квилл (англ. Peter Jason Quill) — персонаж медиафраншизы «Кинематографическая вселенная Marvel» (КВМ), основанный на одноимённом персонаже Marvel Comics, широко известный под прозвищем «Звёздный Лорд» (англ. Star-Lord).
Питер Квилл изначально изображён как член группы космических наёмников «Опустошители» под предводительством его приёмного отца Йонды Удонта, который был похищен с Земли в детстве. Он становится лидером команды «Стражи Галактики» после того, как они собираются по необходимости, чтобы помешать Ронану Обвинителю уничтожить Ксандар. После событий на Ксандаре, Квилл находит своего биологического отца Эго, однако тот раскрывает свои намерения захватить вселенную, после чего команда его убивает, ценой жизни Йонды Удонты. В 2018 году, Питер с командой пытается помешать титану Таносу, однако становится жертвой Скачка. В 2023 году, Питер возвращается к жизни, и, победив Таноса, отправляется с командой на поиски Гаморы. После стычки с Высшим Эволюционером, Питер покидает команду, назначая её лидером Ракету, а сам отправляется на Землю к своему деду Джейсону Квиллу.
Роль Питера Квилла в КВМ исполняет американский актёр Крис Прэтт. Впервые, Квилл появляется в фильме «Стражи Галактики» (2014) и становится одной из центральных фигур в КВМ, появившись в шести фильмах и одном спецвыпуске по состоянию на 2023 год.
Альтернативные версии Питера Квилла появляются в первом сезоне мультсериала «Что, если…?» (2021), где его озвучил Брайан Т. Дилейни.

## Концепция и создание

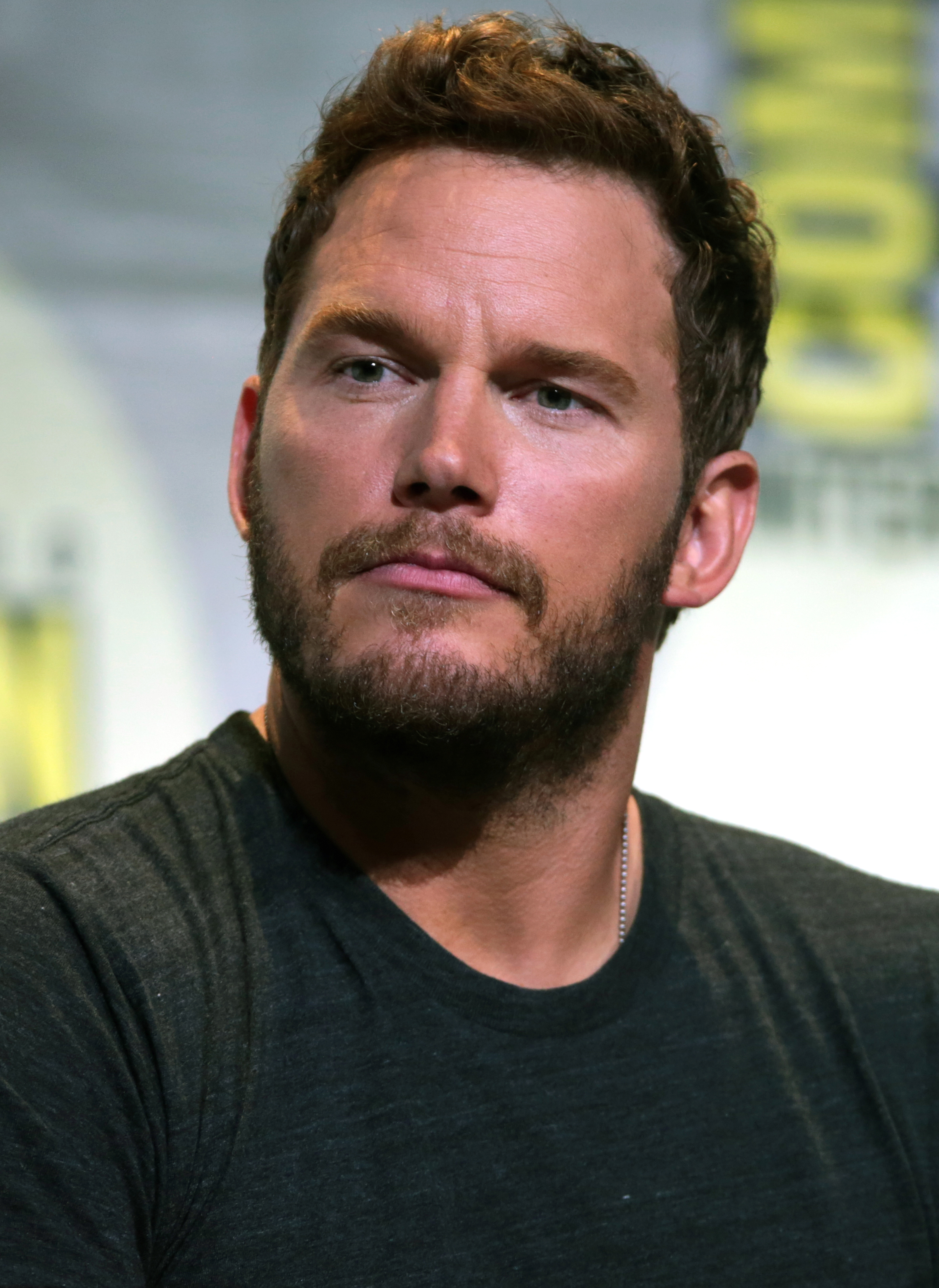
Прэтт на San Diego Comic-Con 2016

Персонаж комикса впервые появился в чёрно-белой журнальной публикации «Marvel Preview» #4 (январь 1976). Создатель Стив Энглхарт определил персонажа как «неприятного, замкнутого придурка», который должен был превратиться в «самое космическое существо во вселенной», но это развитие было нереализовано после того, как Энглхарт покинул Marvel. Звёздный Лорд продолжал появляться в «Marvel Preview», а писатель Крис Клэрмонт обновил персонажа и в качестве вдохновения использовал научно-фантастические приключенческие истории, такие как Молодь Хайнлайна. Звёздный Лорд периодически появлялся в течение следующих нескольких лет в различных выпусках, и он играл центральную роль в кроссовере «Annihilation: Conquest» и во второй серии комиксов «Guardians of the Galaxy» 2008 года, где Звёздный Лорд возглавлял команду в течение 25 выпусков.
Президент Marvel Studios Кевин Файги впервые упомянул «Стражей Галактики» в качестве потенциального фильма на San Diego Comic-Con International в 2010 году, заявив: «Есть также некоторые смутные названия, такие как „Стражи Галактики“. Я думаю, что в последнее время они были забавно переработаны в комиксах». Файги вновь высказал эту мысль в сентябрьском выпуске «Entertainment Weekly» за 2011 год, сказав, что «есть возможность сделать большую космическую эпопею, на которую „Тор“ как бы намекает, в космической стороне» Кинематографической вселенной Marvel. Файги добавил, что если фильм будет снят, то в нём будет ансамбль персонажей, как это было в «Людях Икс» и «Мстителях». На San Diego Comic-Con International 2012 Файги объявил, что фильм находится в активной разработке, и что предполагаемой датой выхода будет 1 августа 2014 года. Он сказал, что титульная команда фильма будет состоять из персонажей Звёздного Лорда, Дракса Разрушителя, Гаморы, Грута и Ракеты.

## Характеризация
Квилл представлен в «Стражах Галактики» как наполовину человек, наполовину инопланетянин и лидер Стражей, который был похищен из Миссури в детстве в 1988 году и воспитан группой инопланетных воров и контрабандистов, называемых Опустошителями. Прэтт получил эту роль в феврале 2013 года в рамках контракта на несколько фильмов, который он подписал с Marvel. О персонаже Прэтт сказал: «В детстве ему было нелегко, и теперь он путешествует по космосу, целуется с горячими инопланетными девушками и просто ведёт себя как мошенник и немного придурок, и, объединившись с этими парнями, находит для себя более высокую цель». Он также добавил, что персонаж представляет собой смесь Хана Соло и Марти Макфлая. Прэтт, который был в основном известен тем, что играл второстепенных персонажей, в том числе Энди Дуайера в телесериале «Парки и зоны отдыха», первоначально отказался от роли. Прэтт похудел, чтобы изображать стройных персонажей в таких фильмах, как «Человек, который изменил всё» и «Цель номер один», и отказался от амбиций играть главные роли в боевиках после скромных прослушиваний на фильмы «Звёздный путь» и «Аватар». Директор по кастингу Сара Финн предложила Прэтта Ганну, который отверг эту идею, несмотря на то, что изо всех сил пытался найти актёра на эту роль. Несмотря на это, Финн договорилась о встрече между ними, и в этот момент Ганн сразу же убедился, что Прэтт идеально подходит для этой роли. Прэтт также убедил Файги, несмотря на то, что он снова набрал вес для фильма «Отец-молодец». Перед съёмками Прэтт прошёл строгую диету и тренировочный режим, чтобы похудеть на 60 фунтов (27 кг) за шесть месяцев. Прэтт подписал контракт на несколько картин с Marvel и получил временный отпуск от работы над «Парками и зонами отдыха», чтобы принять участие в фильме. Уайатт Олефф исполнил роль молодого Квилла в этом фильме и снова в фильме «Стражи Галактики. Часть 2».
В фильме «Стражи Галактики. Часть 2» Прэтт сказал, что Квилл теперь известен во всей галактике «за то, что спас так много людей… Он чувствует себя частью этой группы, лидером этой группы. Он немного более ответственен и старается держаться подальше от неприятностей, но не обязательно делает лучшую работу». Прэтт заявил, что работа над фильмом заставила его смириться со смертью собственного отца. Прэтт описал свою роль в своём следующем появлении в фильме «Мстители: Война бесконечности» как «приглашённая звезда» и сказал: «Вы становитесь немного более энергичным; немного более непочтительным; немного более красочным, если вы хотите, чтобы это было».

## Биография персонажа

### Происхождение
Отцом Питера Квилла был Целестиал Эго (факт, о котором Квилл узнаёт гораздо позже в жизни), в то время как его мать была человеком из Миссури на планете Земля. Будучи ребёнком в 1988 году, Квилл наблюдает, как его мать умирает от рака. Не в силах справиться с этим, он убегает, и его похищает инопланетный космический корабль банды наёмников Опустошителей, возглавляемой Йонду Удонтой. Хотя Йонду был нанят, чтобы доставить Квилла к Эго, он, зная о чудовищных намерениях Эго, вместо этого оставляет мальчика себе и воспитывает его как приёмного сына.

### Становление Стражем Галактики
26 лет спустя взрослый Квилл стал членом Опустошителей и пережил множество приключений по всей галактике. Во время работы по поиску чего-то стоящего, Квилл оказывается втянутым в значительную борьбу за власть и войну за месть между двумя развитыми галактическими силами, военачальником Крии Ронаном Обвинителем и Корпусом Нова с Ксандара, и его также преследует Йонду после того, как не смог принести ему украденную реликвию, которую он нашёл на Мораге (позже выяснилось, что это Камень Бесконечности).
После того, как он успешно заполучает Камень Силы, он возвращается на Ксандар, где сталкивается с Гаморой, которая пытается украсть Камень для себя, и с Ракетой и Грутом, которые пытаются захватить Квилла, чтобы получить награду за него. После того, как вспыхивает драка, четверых отправляют в тюрьму Корпуса Нова под названием Килн. Они сбегают с другим заключённым по имени Дракс Разрушитель и сбегают на космическом корабле, где становятся Стражами Галактики. Гамора отводит на Забвение, где Коллекционер рассказывает им о значимости Камней Бесконечности. Однако на них нападают силы Ронана и они вынуждены бежать, потеряв при этом Камень Силы. Узнав, что Ронан планирует использовать Камень Силы, чтобы полностью уничтожить Ксандар, они отправляются на Ксандар, чтобы остановить его, с помощью Йонду. После битвы между армией Ронана и Корпусом Нова, Стражам удаётся уничтожить военный корабль Крии. Квилл начинает танцевать, чтобы отвлечь Ронана, в то время как другие взрывают молот Ронана, чтобы освободить Камень Силы, который Квиллу и другим удаётся использовать, чтобы уничтожить Ронана. В конце концов, Квилла и Стражей приветствуют как героев, и Квилл клянётся присматривать за командой в случае, если они снова нарушат какие-либо законы. На протяжении всего фильма показывают, как Квилл слушает микстейп различных хитов 1962—1986 годов на плеере Walkman, подаренном ему матерью, который служит его единственной связью с Землёй.

### Встреча с Эго
Несколько месяцев спустя Суверены нанимают Квилла и Стражей для борьбы с инопланетянином, атакующим их ценные батареи, в обмен на Небулу. После того, как они узнали, что Ракета украл некоторые батареи Суверенов, они терпят крушение на планете, где Квилл встречает своего отца, которым оказывается Эго, первобытный Целестиал, который проявляет себя в человеческом аватаре, позволяющем ему взаимодействовать с другими расами. Квилл, Гамора и Дракс отправляются с Эго на его планету, где они встречают подопечного Эго, Мантис. Эго сообщает Квиллу, что он тоже обладает его способностями Целестиала. Квилл поначалу счастлив, что нашёл своего отца и снова обрёл семью, однако в конце концов выясняется, что Эго намерен терраформировать все другие планеты в продолжение самого себя, убивая всю остальную жизнь, и он зачал Квилла с намерением, чтобы его сын предоставил дополнительную силу, необходимую для этого. После того, как Эго раскрывает, что он убил его мать, Квилл настраивается против него. Квилл в борьбе отвлекает Эго своими новообретёнными Целестиальными силами до тех пор, пока Малыш Грут не заложит бомбу в мозг Эго. После того, как Эго умирает, и Квилл теряет свои Целестиальные силы, от разрушения планеты его спасает Йонду, который раскрывает себя Квиллу как приёмного отца. В космосе Йонду отдаёт Квиллу последний скафандр, жертвуя своей жизнью, чтобы спасти его. Стражи устраивают поминальную церемонию, чтобы устроить Йонду почётные похороны, и Опустошители прибывают, чтобы отдать дань уважения. Квилл также заменяет свой плеер, который уничтожил Эго, на Zune.

### Война бесконечности и воскрешение
Четыре года спустя Квилл и Стражи реагируют на сигнал бедствия и в конечном итоге спасают Тора, который парит в космосе среди обломков «Властителя». Квилл берёт Гамору, с которой у него сейчас романтические отношения, на Забвение, в сопровождении Дракса и Мантис. По пути Гамора заставляет его пообещать убить её, если Танос захватит её, чтобы помешать ему узнать местонахождение Камня Души, о котором она знает. Однако на Забвении Гамору захватывает Танос, и Квиллу не удаётся убить её, как он обещал, отчасти из-за использования Таносом Камня Реальности. После того, как Танос уходит с Гаморой, Квилл, Дракс и Мантис отправляются на Титан и встречаются с Тони Старком, Стивеном Стрэнджем и Питером Паркером, что приводит к краткой конфронтации, во время которой они понимают, что находятся на одной стороне. Они сражаются с Таносом, когда он прибывает, и одерживают верх, а Мантис усмиряет его своими силами, пока Квилл не узнаёт о смерти Гаморы от запоздалой Небулы и не нападает на Таноса, освобождая его из-под контроля Мантис. Затем Танос получает Камень Времени и покидает Титан, чтобы закончить сборку Перчатки Бесконечности на Земле. Когда Танос щёлкает пальцами, уничтожая половину жизни во Вселенной, Квилл оказывается среди тех, кто рассыпается в прах.
Пять лет спустя Квилла возвращают к жизни и переносят через портал в северную часть штата Нью-Йорк, где он участвует в финальной битве против альтернативной версии Таноса. Там Квилл встречает альтернативную Гамору, которая (из-за отсутствия воспоминаний её мёртвого варианта) отвергает его расположение. После того, как Тони Старк жертвует своей жизнью, чтобы победить Таноса и его армию, Квилл присутствует на похоронах Старка. Он покидает Землю с Тором и восстановленными Стражами, которые предлагают ему сразиться с Тором за честь лидерства, предложение, которое и он, и Тор в шутку отвергают.

### Рождество на Забвении, противостояние Высшему Эволюционеру и возвращение на Землю
В 2024 году Питер Квилл и Стражи, к которым присоединился Краглин, путешествуют по космосу. Стражи получают сигнал бедствия с планеты Индигарр и пытаются спасти местное население от мародёров. Тор быстро побеждает армию, за что получает в подарок двух козлов. Узнав об убийце богов, который орудует в галактике, они разделяются с Тором и отправляются спасать народы.
В 2025 году Стражи покупают Забвение у Коллекционера и принимают в свои ряды нового члена команды, Космическую собаку Космо. Зная о том, что Квилл в депрессии из-за потерянных отношений с Гаморой, другие Стражи решают отпраздновать вместе с ним Рождество, а в качестве подарка она решает вместе с Драксом похитить актёра Кевина Бейкона. Они отправляются в Голливуд и похищают актёра. На Забвении они празднуют Рождество и «дарят» Квиллу Бейкона. Позднее Мантис сообщает Квиллу, что Эго — её отец и они с Квиллом фактически являются братом и сестрой, а тот в ответ на это заявляет, что это — лучший рождественский подарок на свете.
После того как Стражи восстанавливают Забвение, на них нападает Адам Уорлок, который серьёзно ранит Ракету, но Стражи не могут его вылечить из-за чипа в его сердце, который реагирует на любой контакт. Стражи, в том числе и Квилл, отправляются на Оргосферу, штаб-квартиру компании Высшего Эволюционера «Оргокорп», чтобы найти код отмены. Во время миссии Стражи объединяются с альтернативной Гаморой, ставшей членом Опустошителей. Питер пытается возобновить с ней отношения, но та отвергает эти попытки, объясняя ему, что она не та Гамора, какую он знал. Поиски вскоре приводят Стражей на корабль Высшего Эволюционера, где им удаётся победить его. Питер не успевает покинуть взорванный корабль и чуть не погибает в открытом космосе, но его спасает Адам Уорлок. Стражи в своём текущем виде прекращают своё существование. У Питера с Гаморой налаживаются отношения, но они всё равно расстаются, Гамора возвращается к Опустошителям, а сам Квилл прилетает на Землю, где встречает своего деда — Джейсона Квилла.

## Альтернативные версии

### Операция «Хрононалёт»
В альтернативном 2014 году, прежде чем Питер Квилл украдёт Камень Силы на Мораге, его вырубают Небула и Джеймс Роудс, которые путешествовали во времени из 2023 года, чтобы получить альтернативные версии Камней Бесконечности из прошлого, чтобы Мстители могли создать свою собственную Перчатку Бесконечности и отменить щелчок Таноса. Позже Стив Роджерс возвращает Камень Силы в исходную точку времени, из которой он был взят, позволяя событиям временной линии развиваться естественным образом.

### Анимационный сериал «Что, если…?»
Питер Квилл, озвученный Брайаном Т. Делейни, появился в первом сезоне анимационного сериала Disney+ «Что, если…?» в виде нескольких альтернативных версий самого себя. Во втором сезоне его молодую версию озвучил Мейс Мантгомери Мискел.

#### Жизнь на Земле
В альтернативном 1988 году Опустошители по ошибке похищают Т’Чаллу вместо Квилла. В результате Квилл проводит следующие 20 лет, живя нормальной жизнью в Миссури. В 2008 году он работает уборщиком в «Dairy Queen», пока его не находит Эго, который начинает выкачивать целестиальные силы Квилла и терраформировать вселенную. Квилла спасает Т’Чалла, который уничтожает физическое тело Эго, пока его не вербует Наблюдатель, чтобы сформировать Стражей Мультивселенной. После этого Т’Чалла становится другом Квилла.

#### Завоевание Альтрона
В альтернативной линии времени Квилл и другие Стражи Галактики погибают, пытаясь защитить планету Суверен от Альтрона.

#### Ранняя встреча с Эго
В другом альтернативном 1988 году Йонду, похитив Питера, всё-таки доставляет его Эго. Получив силы отца, Квилл уничтожает несколько планет, в том числе Асгард, а затем прибывает на Землю. Для борьбы с ним руководство Щ.И.Т. во главе с Пегги Картер и Говардом Старка создаёт команду, состоящую из Хэнка Пима / Человека-муравья, Билла Фостера / Голиафа, короля Т’Чаки / Чёрной пантеры, Баки Барнса / Зимнего солдата и доктора Венди Лоусон / Мар-Велл. Команда настигает Питера в парке аттракционов на Кони-Айленд, он даёт им отпор, но его побеждает прибывший Тор. Когда он содержался в камере на базе Щ.И.Т.а, прибывшая туда вместе с отцом Хоуп ван Дайн освобождает его с помощью украденных частиц Пима. Питер приезжает в Миссури и посещает могилу матери. В это время на Землю вторгается Эго, желающий заполучить своё семя. Пим и Мар-Велл находят Питера, а Зимний солдат собирается его убить, но с ним связывается Говард Старк и убеждает этого не делать, напоминая ему о Стиве Роджерсе. Пока Эго сражается с Тором, Т’Чакой, Голиафом и армией Щ.И.Т.а под командованием Пегги Картер, Пиму удаётся убедить Питера встать на их сторону в борьбе с отцом. Узнав, что Эго повинен в смерти матери, Питер уничтожает его.

## Реакция
Скотт Фаундас из «Variety» сказал: «Предполагаемый франшизный старт Джеймса Ганна чрезмерно длинный, переполненный и иногда слишком стремящийся угодить, но дерзкий комический тон сохраняет жизнерадостность, как и выигрышное выступление Криса Прэтта».

### Награды и номинации
| Год  | Ассоциация                     | Категория                                         | Работа                          | Результат | Прим.  |
| ---- | ------------------------------ | ------------------------------------------------- | ------------------------------- | --------- | ------ |
| 2014 | CinemaCon Awards               | Прорывное выступление года                        | «Стражи Галактики»              | Победа    | [ 33 ] |
| 2014 | Young Hollywood Awards         | Суперский супергерой                              | «Стражи Галактики»              | Номинация | [ 34 ] |
| 2014 | Общество кинокритиков Детройта | Лучший актёрский состав                           | «Стражи Галактики»              | Победа    | [ 35 ] |
| 2014 | Общество кинокритиков Детройта | Лучший новичок                                    | «Стражи Галактики»              | Номинация | [ 35 ] |
| 2015 | Выбор критиков                 | Лучший актёр в экшн-фильме                        | «Стражи Галактики»              | Номинация | [ 36 ] |
| 2015 | MTV Movie Awards               | Лучшая мужская роль                               | «Стражи Галактики»              | Номинация | [ 37 ] |
| 2015 | MTV Movie Awards               | Лучшее появление без рубашки                      | «Стражи Галактики»              | Номинация | [ 37 ] |
| 2015 | MTV Movie Awards               | Лучший музыкальный момент                         | «Стражи Галактики»              | Номинация | [ 37 ] |
| 2015 | MTV Movie Awards               | Лучшая комедийная роль                            | «Стражи Галактики»              | Номинация | [ 37 ] |
| 2015 | MTV Movie Awards               | Лучший киногерой                                  | «Стражи Галактики»              | Номинация | [ 37 ] |
| 2015 | Kids’ Choice Awards            | Любимый актёр жанра экшн                          | «Стражи Галактики»              | Номинация | [ 38 ] |
| 2015 | «Сатурн»                       | Лучший актёр                                      | «Стражи Галактики»              | Победа    | [ 39 ] |
| 2017 | Teen Choice Awards             | Choice Movie: Актёр научно-фантастического фильма | «Стражи Галактики. Часть 2»     | Победа    | [ 40 ] |
| 2017 | Teen Choice Awards             | Choice Movie: Кинороман (вместе с Зои Салданой)   | «Стражи Галактики. Часть 2»     | Номинация | [ 40 ] |
| 2018 | Teen Choice Awards             | Choice Movie: Поцелуй (вместе с Зои Салданой)     | «Мстители: Война бесконечности» | Номинация | [ 41 ] |